# ذهنی‌سازی
ذهنی‌سازی (به انگلیسی: mentalization) یک توانایی است که در روان‌شناسی به درک وضعیت روانی - خود یا دیگران - می‌گویند. این توانایی زیربنای رفتار مشهود است.ذهنی‌سازی را می‌توان نوعی فعالیت ذهنی بر پایه تخیل دانست که به ما امکان می‌دهد رفتار انسان را بر حسب حالات ذهنی قصدمندانه (مانند نیازها، خواسته‌ها، احساسات، باورها، اهداف) درک و تفسیر کنیم.

## زمینه
در حالی که مفهوم وسیع‌تر نظریه ذهن حداقل از زمان دکارت مورد بررسی قرار گرفته‌است، اصطلاح خاص «ذهن‌سازی» در ادبیات روان‌کاوی در اواخر دهه ۱۹۶۰ پدیدار شد.
این حوزه در اوایل دهه ۱۹۹۰ زمانی که سایمون بارون-کوهن و یوتا فریت، بر اساس مطالعه ویمر و پرنر، و دیگران آن را با تحقیقات در مورد مکانیسم‌های روان‌شناختی و بیولوژیکی زیربنای اوتیسم و اسکیزوفرنی ادغام کردند، توسعه یافت.

## مفاهیم
ذهنی‌سازی پیامدهایی برای نظریه دلبستگی و خودیاری دارد. به گفته پیتر فوناگی، افراد دارای سبک دلبستگی نامنظم (مثلاً به دلیل آزار جسمی، روانی یا جنسی) ممکن است در رشد توانایی ذهنی‌سازی چالش بیشتری داشته باشند. سابقه دلبستگی تا حدی قدرت ذهنی‌سازی افراد را تعیین می‌کند. افراد دارای دلبستگی ایمن معمولاً یک مراقب اولیه داشته‌اند که توانایی‌های ذهنی پیچیده‌تری داشته؛ در نتیجه، این کودکان دارای ظرفیت‌های قوی‌تری برای بازنمایی حالات ذهن خود و دیگران هستند. مواجهه در معرض ذهنی‌سازی در دوران کودکی می‌تواند از فرد در برابر ناملایمات روانی اجتماعی محافظت کند. این مواجهه در اوایل دوران کودکی با ذهنیت اصیل والدین باعث رشد توانایی ذهنی‌سازی در خود کودک می‌شود.

## ابعاد چهارگانه
بر اساس کتاب راهنمای ذهنی‌سازی در اقدامات سلامت روان انجمن روان‌پزشکی آمریکا، ذهنی‌سازی در راستای چند محور صورت می‌گیرد: خودکار/کنترل‌شده، خود/دیگری، درونی/بیرونی و شناختی/عاطفی.
هر بعد را می‌توان به صورت متعادل یا نامتعادل به کار گرفت، اما ذهنی‌سازی مؤثر نیز نیازمند دیدگاهی متعادل در هر چهار بعد است.
1. خودکار/کنترل شده: ذهنی‌سازی خودکار (یا ضمنی) فرآیندی است که به سرعت پردازش نمی‌شود و نیاز به تلاش آگاهانه کمی دارد. در حالی که ذهنیت کنترل‌شده (صریح) آهسته و نیازمند آگاهی و تلاش کامل است.[۸] در یک شخصیت متعادل، تغییر از حالت خودکار به کنترل‌شده به آرامی زمانی اتفاق می‌افتد که سوء تفاهم در یک مکالمه یا محیط اجتماعی به وجود می‌آید.[۹] ناتوانی در جابجایی از ذهنی‌سازی خودکار، به خصوص زمانی که احساسات شدید هستند می‌تواند منجر به یک دید سطحی و یک‌بعدی از جهان شود؛ برعکس ناتوانی در ترک ذهنیت کنترل‌شده، فرد را در یک حالت فکری «سنگین» و بی‌پایان نشخوارکننده به دام می‌اندازد.[۱۰]
2. خود/دیگری: شامل توانایی ذهنی‌کردن در مورد وضعیت ذهنی خود و نیز در مورد دیگری است.[۱۱] عدم تعادل به معنای تأکید بیش از حد بر خود یا دیگری است.[۱۲]
3. درونی/بیرونی: در اینجا مشکلات می‌توانند از تأکید بیش از حد بر شرایط بیرونی و نادیده‌گرفتن احساسات و تجربیات خود ناشی شوند.[۱۲]
4. شناختی/عاطفی: زمانی در تعادل است که هر دو بعد درگیر باشند، در مقابل وضعیتی که اطمینان بیش از حد در مورد ایده‌های یک طرفه خود یا غلبه بر افکار توسط سیل احساسات وجود دارد.[۱۳]